# Zamek burgrabiów w Norymberdze
Zamek burgrabiów (Burggrafenburg) – zamek gotycki położony na skale na północ od historycznego centrum miasta Norymbergi na wschód od zamku cesarskiego. Burgabiami norymberskimi byli od 1050 r. Raabs a od 1192 Hohenzollernowie. Do około 1250 r. zamek był ich główną siedzibą. Potem burgrabiowie przenieśli się najpierw na Zamek w Cadolzburg, a jeszcze później do rezydencji w Ansbach. W 1427 roku Hohenzollernowie sprzedali zamek miastu, a mieszczanie wolnego miasta w większości go zniszczyli. Mimo że miasto też kupiło burgrabstwo, Hohenzollnernowie aż do cesarza Wilhelma II tytułowali się burgrabiami norymberskimi.